# (1283) Komsomolia
(1283) Komsomolia est un astéroïde de la ceinture principale découvert le 25 septembre 1925 par l'astronome soviétique Vladimir Albitzky. Il porte le nom de l'organisation des jeunes communistes Komsomol.

## Historique
Le lieu de découverte, par l'astronome soviétique Vladimir Albitzky, est Simeis.

## Sources

## Compléments